# Xã Blackland, Quận Howard, Arkansas
Xã Blackland (tiếng Anh: Blackland Township) là một xã thuộc quận Howard, tiểu bang Arkansas, Hoa Kỳ. Năm 2010, dân số của xã này là 171 người.